# Syphax (genre)
Pour les articles homonymes, voir Syphax.
Genre
Syphax est un genre fossile d'araignées aranéomorphes de la famille des Thomisidae.

## Distribution
Les espèces de ce genre ont été découvertes dans de l'ambre de la mer Baltique. Elles datent du Paléogène.

## Liste des espèces
Selon The World Spider Catalog 17.5 :
- † Syphax asper Petrunkevitch, 1950 ;
- † Syphax crassipes Petrunkevitch, 1942 ;
- † Syphax fuliginosus C. L. Koch & Berendt, 1854 ;
- † Syphax gracilis C. L. Koch & Berendt, 1854 ;
- † Syphax megacephalus C. L. Koch & Berendt, 1854 ;
- † Syphax secedens Wunderlich, 2015 ;
- † Syphax thoracicus C. L. Koch & Berendt, 1854.

## Publication originale
- (de) C. L. Koch & Berendt 1854 : Die im Bernstein befindlichen Crustaceen, Myriapoden, Arachniden und Apteren der Vorwelt. Die in Berstein befindlichen Organischen Reste der Vorwelt. Berlin, vol. 1, no 2, p. 1-124.